# Фридрих Рацел
Фридрих Рацел (Карлсруе, 30. август 1844 — Амерланд, 9. август 1904) био је немачки географ и етнограф, зачетник антропогеографије, познат по термину Lebensraum (животни простор), који је увео у географску науку.

## Биографија
Родио се у Карлсруеу, у историјској области Баден. Основну школу је завршио у родном граду, да би у 15 години отпочео школовање за апотекара. Студије класичне књижевности похађао је у Швајцарској у месту Раперсвил. Убрзо је започео студије зоологије на Хајделбергу и Јени, да би дипломирао 1868. године.
После завршеног школовања, Рацел се посветио путовањима по Медитерану, Северној и Средњој Америци. Том приликом обишао је бројне велике градове, попут Њујорка, Вашингтона, Сан Франциска и других, бавећи се поучавањем културне географије поменутих предела. По повратку са путовања, посветио се предавању географије у Техничкој школи у Минхену, да би ускоро прешао у Лајпциг.
Рацел се сматра оснивачем антропогеографије, нарочито због двотомног дела Anthropogeographie, из 1882. и 1891. године. Велике заслуге има и на пољу политичке географије, захваљујући делу Politische Geographie из 1897. године. Значајан утицај на његов рад оставили су Чарлс Дарвин и Карл Ритер. Рацел је умро у 60 години живота у Амерланду.

## Теорија животног простора
Према Рацелу, људско друштво је само једно од животињских царстава, а највећи значај се даје простору, у коме они бивствују. Тај простор назвао је Lebensraum. Лебенсраум на људе утиче четвророструко — делује на тело и дух, инспирише ширење народа, јача њихове карактерне особине и делује на унутрашњост организма сваког појединца. Сваки простор мора задовољити три основне потребе — храну, станиште и могућност размножавања. Рацел тврди да се борба за животни простор своди на типичну борбу за опстанак. Његова теорија злоупотребљена је у каснијем периоду, у нацистичкој тези о узвишеној раси и представља основу нацизма.

## Дела
- (Антропогеографија I), 1882. године,
- (Антропогеографија II), 1891. године,
- (Политичка географија), 1897. године.